# تورنیلو (تگزاس)
تورنیلو (به انگلیسی: Tornillo) یک منطقهٔ مسکونی در ایالات متحده آمریکا است که در شهرستان ال پاسو، تگزاس واقع شده‌است. تورنیلو ۸٫۹ کیلومتر مربع مساحت و ۱٬۵۶۸ نفر جمعیت دارد و ۱٬۰۹۳ متر بالاتر از سطح دریا واقع شده‌است.